# Nekropola sa stećcima u Obodnici Gornjoj, lokalitet katoličko groblje
Nekropola u Obodnici Gornjoj, lokalitet katoličko groblje je povijesno područje, srednjovjekovna nekropola stećaka u Hrvatskoj Obodnici, na mjesnom katoličkom groblju u Hrvatskoj Obodnici. Jedno je od više lokaliteta sa stećcima na području župe Breške. Narod stećke još naziva mramorovima, a u majevičkom kraju češće za stećke kaže da su to "mađarska groblja", podrazumijevajući velika starost i podrijetlo iz vremena kada su ovdje vladali Mađari. Na lokalitetu je pet stećaka. Svim je stećcima svojstveno da su na njima prepoznatljivi ukrasi kojima su bili ukrašeni. Među ukrasima prevladava križ, zatim luk, spirala, sjekira, jabuka, sablja i više usporednih crta. Sa sigurnošću možemo tvrditi da su svi ovi stećci kršćanski nadgrobnici, jer su pretežito u sastavu kršćanskih grobalja i svjedoče o potrajnosti, odnosno neprekidnosti kršćanskog pokapana na grobljima gdje se nalaze. Natpisi koji prevladavaju su u duhu kršćanskih zaziva i molitava, a posebno prevladavaju motivi iz Novog zavjeta, poput križa, kaleža, vinove loze (trs), grožđa.
Ovakvi spomenici brojni su u sjeveroistočnoj Bosni (okolina Srebrenice i Zvornika), dok se u ostatku BiH tek su pojedinačna pojava. Većina stećaka pripada po vrsti položenim monolitima, koji su u tri pojavna oblika: ploče, sanduka i sarkofaga (sljemenjaka). Stubovi, glede brojnosti i obrade dosta zaostaju iza osnovnih oblika stećaka. Malobrojni su je relativno kratko traju. Šefik Bešlagić ih datira najranije oko polovine 15. stoljeća, a ima ih i iz prve polovice 16. stoljeća. Prostorni plan BiH do 2000. godine za područje Tuzle kao spomenik III. kategorije uvrstio je je 6 lokaliteta nekropola sa stećcima (ukupno 50 stećaka), ali nije precizno identificirao o kojima se radi.